# Eriopyga turrialba
Eriopyga turrialba là một loài bướm đêm trong họ Noctuidae.